# ماكارينا أتشاجا
ماكارينا أتشاجا فيغيروا، المعروفة مهنيًا باسم ماكارينا أتشاجا (بالإسبانية: Macarena Achaga)‏ هي عارضة أزياء وممثلة ومغنية ومضيفة تلفزيونية أرجنتينية، ولدت في 5 مارس 1992 في مار ديل بلاتا في الأرجنتين.

## وصلات خارجية
- ماكارينا أتشاجا على موقع IMDb (الإنجليزية)
- ماكارينا أتشاجا على موقع قاعدة بيانات الفيلم (الإنجليزية)